# Грузино-латвийские отношения
Грузино-латвийские отношения — двусторонние дипломатические отношения между Грузией и Латвией. Отношения между двумя странами были установлены 11 марта 1993 года.

## История отношений
Отношения между Латвией и Грузией были установлены 11 марта 1993 года.
Двусторонние отношения между Грузией и Латвией динамично развиваются в соответствии с протоколом, подписанным министерствами иностранных дел Грузии и Латвии в 2009 году. Стороны регулярно проводят двусторонние политические консультации. Указанный протокол предусматривает углубление сотрудничества в двустороннем и многостороннем форматах.
В 2008-2009 годах Министерство иностранных дел Латвии реализовало программу помощи развитию, в рамках которой латвийская сторона оказала помощь Грузии в миграционной сфере, в укреплении потенциала охраны государственной границы Грузии, в совершенствовании системы образования, в развитии туризма и в укреплении системы местного самоуправления. Грузия и Латвия также сотрудничают в сфере образования и культуры.
16 сентября 2009 года в Риге прошли первые заседания Межправительственной комиссии по экономическому, промышленному, научному и техническому сотрудничеству между Грузией и Латвией.

## Визиты высокого уровня

### Визиты высокого уровня из Грузии в Латвию[1]
- июнь 2002 года — визит министра иностранных дел Грузии Ираклия Менагаришвили.
- декабрь 2002 года — визит председателя парламента Грузии Нино Бурджанадзе.
- 13-14 октября 2004 года — визит президента Грузии Михаила Саакашвили.
- 12-14 мая 2005 года — визит председателя Парламента Грузии Нино Бурджанадзе.
- 11 июля 2008 года — визит министра иностранных дел Грузии Эки Ткешелашвили.
- 19-21 ноября 2008 года — визит председателя парламента Грузии Давида Бакрадзе.
- 2-3 июля 2009 года — визит министра иностранных дел Грузии Григола Вашадзе.
- 15-16 сентября 2009 года — визит премьер-министра Грузии Николоза Гилаури.
- 10-11 сентября 2010 года — визит министра иностранных дел Грузии Григола Вашадзе.
- 16-17 сентября 2011 года — визит министра иностранных дел Грузии Григола Вашадзе.
- 29 февраля 2012 года — визит министра иностранных дел Грузии Григола Вашадзе.
- 29-30 мая 2012 года — визит президента Грузии Михаила Саакашвили.
- 14 января 2013 года — визит министра иностранных дел Грузии Майи Панджикидзе.

### Визиты высокого уровня из Латвии в Грузию[1]
- 4-7 июля 2000 года — визит министра иностранных дел Латвии Индулиса Берзиньша.
- 22-23 сентября 2003 года — визит председателя сейма Латвии Латимиры Удре.
- 16-18 января 2004 года — визит министра иностранных дел Латвии Сандры Калниете.
- 25-30 мая 2005 года — визит премьер-министра Латвии Айгарса Калвитиса.
- 26 мая 2005 года — визит президента Латвии Вайры Вике-Фрейберге.
- 5-6 октября 2005 года — визит президента Латвии Вайры Вике-Фрейберге.
- 18-19 апреля 2007 года — визит министра иностранных дел Латвии Артиса Пабрикаса.
- 17-19 мая 2007 года — визит министра иностранных дел Латвии Нино Бурджанадзе.
- 19-20 января 2008 года — визит президента Латвии Валдиса Затлерса.
- 12 мая 2008 года —  визит министра иностранных дел Латвии Мариса Риекстиньша.
- 29-30 сентября 2009 года — визит председателя сейма Латвии Гундарса Даудзе.
- 10-11 сентября 2009 года — визит министра иностранных дел Латвии Мариса Риекстиньша
- 7-9 декабря 2009 года — визит президента Латвии Валдиса Затлерса.
- 3-5 марта 2010 года — визит председателя сейма Латвии Гундарса Даудзе.
- 6-8 мая 2011 года — визит министра иностранных дел Латвии Гиртса Валдиса Кристовскиса.
- 12-15 февраля 2012 года — визит председателя сейма Латвии Солвиты Аболтини.
- 16-18 сентября 2012 года — визит министра иностранных дел Латвии Эдгара Ринкевичса

## Торговля
Стоимость экспорта между Латвией и Грузией в 2012 году составила 1,48 тысячи долларов США, а стоимость импорта – 4,52 тысячи долларов США.

## Дипломатические миссии
- У Латвии есть посольство в Тбилиси, Латвия[2]
- У Грузии есть посольство в Риге, Латвия[3]